# Erik von Kuehnelt-Leddihn
Erik Maria Ritter von Kuehnelt-Leddihn (tyska: [ˈkyːnəlt lɛˈdiːn]), född 31 juli 1909 i Tobelbad i Steiermark i Österrike-Ungern, död 26 maj 1999 i Lans i Tyrolen, var en österrikisk-amerikansk aristokrat, statsvetare och filosof, som motsatte sig såväl franska revolutionen som nazismen och kommunismen. Han beskrev sig själv som "konservativ ärke-liberal" eller "extrem-liberal" och argumenterade för att majoritetsstyre i demokratier utgör ett hot mot individuella friheter. Han var monarkist och motståndare till all form av totalitarism, även om han också stödde det han definierade som "icke-demokratiska republiker", till exempel Schweiz och det tidiga USA.
Kuehnelt-Leddihn, beskriven som "en vandrande kunskapsbok", hade encyklopediska kunskaper inom humaniora och var en polyglott, som kunde tala åtta språk och läsa sjutton andra. Hans tidiga verk The Menace of the Herd (1943) och Liberty or Equality (1952) var inflytelserika inom den amerikanska konservativa rörelsen. Hans mest kända skrifter dök upp i National Review, där han var krönikör i 35 år, och han var medarbetare till William F. Buckley, Jr. som beskrev honom som "världens mest fascinerande man".

## Biografi
Som 16-åring blev Kuehnelt-Leddihn Wien-korrespondent för The Spectator. Han skrev för en mängd olika publikationer under sitt levnadslopp, inklusive Chronicles, Thought, Rothbard-Rockwell Report, Catholic World och den norska affärstidningen Farmand.
Han studerade civil- och kanonjuridik vid Wiens universitet vid 18 års ålder. Sedan övergick han till Eötvös Loránd-universitetet, där han tog en M.A. i nationalekonomi och doktorsexamen i statsvetenskap. När han flyttade tillbaka till Wien började han läsa teologi.
År 1935 reste Kuehnelt-Leddihn till England för att bli skolmästare vid Beaumont College, en jesuitisk folkskola. Därefter flyttade han till USA, där han undervisade vid Georgetown University (1937–1938), Saint Peter's College i New Jersey (chef för avdelningen för historia och sociologi, 1938–1943), Fordham University (japanska, 1942–1943) och Chestnut Hill College i Philadelphia (1943–1947). Han arbetade också för Acton Institute, som efter hans död beskrev honom som "en stor vän och anhängare". Han var adjungerad forskare vid Ludwig von Mises Institute.
Under stora delar av sitt liv var Kuehnelt målare och han illustrerade några av sina egna böcker. Han var också en ivrig resenär: han besökte 75 länder (inklusive Sovjetunionen 1930–1931) och så småningom varje stat i USA.
Efter att ha utgivit böcker som Jesuiten, Spießer und Bolschewiken (1933) och The Menace of the Herd (1943), i vilka han kritiserade socialisterna och nationalsocialisterna, stannade han kvar i USA, eftersom han inte kunde återvända till Österrike som hade annekterats av nazisterna. Efter andra världskriget bosatte han sig i Lans, där han bodde fram till sin död.
Han var gift med grevinnan Christiane Gräfin von Goess, med vilken han hade tre barn.

## Politisk filosofi

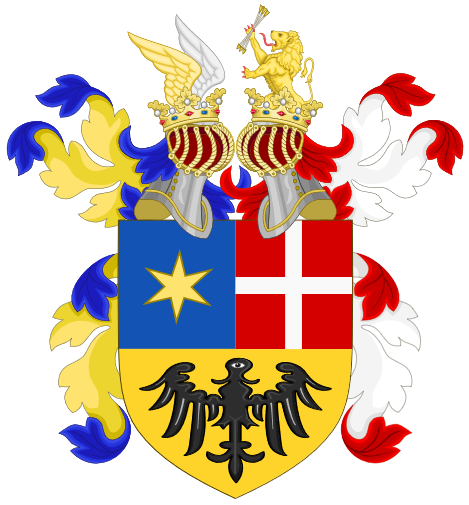
Vapen för ätten von Kuehnelt-Leddihn.

### Kritik mot demokrati
I sina socio-politiska skrifter behandlade Kuehnelt-Leddihn nazismens ursprung, dess filosofiska och kulturella rötter. I motsats till den rådande uppfattningen att nazistpartiet var en radikal högerrörelse med endast ytliga och minimala vänsterelement, hävdade Kuehnelt-Leddihn att nazismen (nationalsocialismen) var en starkt vänstervriden, demokratisk rörelse som i grunden var förankrad i franska revolutionen och de krafter denna släppte lös i form av egalitarism, konformism, materialism och centralisering. Han hävdade att nazismen, fascismen, radikal-liberalismen, anarkismen, kommunismen och socialismen i huvudsak var demokratiska rörelser, baserade på att hetsa massorna till revolution med avsikt att förstöra de traditionella samhällsformerna.
Vidare hävdade Kuehnelt-Leddihn att all demokrati i grunden är totalitär och att alla demokratier så småningom urartar i diktaturer. Han sade att det inte var fallet för "republiker" (för Kuehnelt-Leddihn har ordet betydelsen av vad Aristoteles kallar πολιτεία) såsom Schweiz eller USA, som det ursprungligen var tänkt i dess konstitution. Han ansåg emellertid att USA i viss mån hade varit utsatt för en tyst demokratisk revolution i slutet av 1820-talet.
När det moderna livet blir alltmer komplicerat på många olika sociopolitiska nivåer, hävdar Kuehnelt-Leddihn att Scita (den politiska, ekonomiska, tekniska, vetenskapliga, militära, geografiska, psykologiska kunskapen hos massorna och deras representanter) och Scienda (kunskapen i dessa frågor som är nödvändiga för att nå logiskt-rationellt-moraliska slutsatser) separeras av en oupphörligt och grymt vidgad klyfta och att demokratiska regeringar är fullständigt otillräckliga för sådana åtaganden.

### Kritik mot amerikansk utrikespolitik
Kuehnelt-Leddihn försökte förklara de katastrofala effekterna av en amerikansk politik som härrör ifrån anti-monarkiska känslor och okunnighet om europeisk kultur och historia. Sin mest märkbara kritik riktade han mot Woodrow Wilsons utrikespolitiska aktivism. Spår av Wilsonianism kunde upptäckas i Franklin Roosevelts utrikespolitik, framför allt antagandet att demokratin är det ideala politiska systemet i alla sammanhang.
Kuehnelt-Leddihn ansåg att amerikanerna missförstod mycket av den centraleuropeiska kulturen, exempelvis det österrikisk-ungerska riket. Han framhöll också egenskaper hos det tyska samhället och kulturen (särskilt påverkan från både protestantiska och katolska mentaliteter) och försökte förklara nazismens sociologiska underströmmar. Således drog han slutsatsen att sund katolicism, sund protestantism eller till och med sund folklig suveränitet alla tre skulle ha förhindrat nationalsocialismen, även om Kuehnelt-Leddihn hyste viss motvilja mot de två senare.
I februari 1969 skrev Kuehnelt-Leddihn en artikel i vilken han argumenterade mot strävan efter ett fredsavtal för att avsluta Vietnamkriget. I stället hävdade han att de två föreslagna alternativen – ett återföreningssystem och inrättandet av en koalitionsvietnamesisk regering – var oacceptabla eftergifter för det marxistiska Nordvietnam. Kuehnelt-Leddihn uppmanade USA att fortsätta kriget tills marxisterna var besegrade. Kuehnelt-Leddihn fördömde också de amerikanska biskoparnas herdabrev The Challenge of Peace från 1982: "Biskoparnas brev andas idealism och moralisk imperialism… försöket att införa teologi i politiken bör undvikas utom i extrema fall, på vilket avskaffandet av slaveri är exempel."

### Förespråkande av monarki
I Kuehnelt-Leddihns magnum opus, boken Liberty or Equality, kontrasterade han monarkin med demokratin och presenterade sina argument för monarkins överlägsenhet: mångfald upprätthålls bättre i monarkiska länder än i demokratier. Monarkismen bygger inte på partistyre och "passar organiskt in i det kristna samhällets kyrko- och familjemönster". Efter att ha insisterat på att frihetskravet handlar om hur man skall styra och inte på något sätt vem som skall styra ett givet land, argumenterar han för sin uppfattning att en monarkisk regering är betydligt mera liberal i denna bemärkelse, medan demokratin förespråkar jämlikhet, till och med genom tvång, och därmed blir anti-liberal.

### Romaner
- The Gates of Hell: An Historical Novel of the Present Day. London: Sheed & Ward, 1933.
- Night Over the East. London: Sheed & Ward, 1936.
- Moscow 1979. London: Sheed & Ward, 1940 (med Christiane von Kuehnelt-Leddihn).
- Black Banners. Aldington, Kent: Forty-Five Press & Hand and Flower Press, 1952.

### Socio-politiska verk
- The Menace of the Herd. Milwaukee: The Bruce Publishing Co., 1943 (under pseudonymen "Francis S. Campell" för att skydda släktingar i Österrike under kriget).
- Liberty or Equality. Front Royal, Virginia: Christendom Press, 1952; 1993.
- The Timeless Christian. Chicago: Franciscan Herald Press, 1969.
- Leftism, From de Sade and Marx to Hitler and Marcuse. New Rochelle, New York: Arlington House Publishers, 1974.[15]
- The Intelligent American's Guide to Europe. New Rochelle, N.Y.: Arlington House Publishers, 1979.
- Leftism Revisited, From de Sade and Marx to Hitler and Pol Pot. Washington, D.C.: Regnery Gateway, 1990.[16]

### Samarbeten
- "Erik von Kuehnelt-Leddihn." I: F.J. Sheed (Red.), Born Catholics. New York: Sheed & Ward, 1954, s. 220–238.
- "Pollyanna Catholicism." I: Dan Herr & Clem Lane (Red.), Realities. Milwaukee: The Bruce Publishing Company, 1958, s. 1–12.
- "The Age of the Guillotine." I: Stephen Tonsor (Red.), Reflections on the French Revolution: A Hillsdale Symposium. Washington, D.C.: Regnery Gateway, 1990.

### Artiklar
| - “Credo of a Reactionary,” The American Mercury 57. - “An Anti-Nazi Allegory,” The American Mercury 59. - “Recuperating Spain,” Modern Age 1 (1). - “Revolution, Crime, and Sin in the Catholic World,” Modern Age 2 (2). - “The Artist and the Intellectual in Anglo-Saxonry and on the Continent,” Modern Age 3 (4). - "The Roots of Leftism in Christendom," The Freeman 18 (2). - "Latin America in Perspective," The Freeman 18 (4). - "The Woes of the Underdeveloped Nations," The Freeman 21 (1). - "The Western Dilemma: Calvin or Rousseau?," Modern Age 15 (1). - "We and the Third World," The Freeman 22 (2). - "The Years of Godlessness," Modern Age 16 (1). - "Free Enterprise and the Russians," The Freeman 22 (8). - "The Roots of ‘Anticapitalism’," The Freeman 22 (11). - "Portrait of an Evil Man," The Freeman 23 (9). - "Scita Et Scienda: The Dwarfing of Modern Man," Imprimis. | - "The Unholy Ikons," Modern Age 20 (1). - "Utopias and Ideologies: Another Chapter in the Conservative Demonology," Modern Age 21 (3). - "Controversy," Policy Review 15. - "The Problems of a Successful American Foreign Policy," Imprimis 14 (11). - "Democracy’s Road to Tyranny," The Freeman 38 (5). - "Operation Parricide: Sade, Robespierre, and the French Revolution," Fidelity Magazine. - “The Four Liberalisms,” Religion & Liberty 2 (4). - “Economics in the Catholic World,” Religion & Liberty 4 (4). - “Christianity, the Foundation and Conservator of Freedom,” Religion & Liberty 7 (6). - “Liberalism in America,” The Intercollegiate Review 33 (1). - “Hebrews and Christians,” The Rothbard-Rockwell Report 9 (4). - “Monarchy and War,” The Journal of Libertarian Studies 15 (1). - “The Cultural Background of Ludwig von Mises,” Studies in Classical Liberalism, n.d. |